# Gerhard Franz (Apotheker)
Gerhard Franz (* 26. März 1937 in Dresden) ist ein deutscher Pharmazeut und Hochschullehrer.

## Biografie
Als zweiter Sohn des Bauingenieurs und Hochschullehrers Gotthard Franz und dessen Frau Gertraude, geb. Freiesleben, studierte Gerhard Franz 1959 – 1962 an der TU Karlsruhe Pharmazie. 1963 wurde er als Apotheker approbiert. 1965 folgte die Promotion bei H. Meier an der Universität Fribourg (Schweiz), woran sich als Stipendiat des Schweizerischen Nationalfonds eine Post Doc-Ausbildung an dem Department of Biochemistry der University of California, Berkeley (USA) bei W. Z. Hassid anschloss. Nach der Rückkehr an die Universität Fribourg folgten Oberassistenz und 1970 die Habilitation für Allgemeine und Pharmazeutische Botanik. 1973 bis 1975 hatte Franz neben der Tätigkeit als Professeur Assistant eine Gastprofessur an der Universität Basel (Schweiz) inne. 1977 wurde er auf den Lehrstuhl für Pharmazeutische Biologie des 1974 gegründeten Instituts für Pharmazie der  Universität Regensburg berufen. Als Gastprofessor war er 1987/1988 an der Université de Grenoble CNRS (Frankreich) tätig. Franz war an der Universität Regensburg von 1985 bis 1987 Dekan der Fakultät Chemie/Pharmazie sowie von 1986 bis 1988 Mitglied des Senats.
Seine Forschungsschwerpunkte umfassten u. a. Biosynthese und Metabolismus pflanzlicher Polysaccharide, die Identifizierung sekundärer Pflanzeninhaltsstoffe sowie semi-synthetischer Polysaccharide und ihre pharmakologische Wirkung, weiterhin Untersuchungen zur Qualität und Stabilität pflanzlicher Drogen und Drogenzubereitungen. Ein besonderes Anliegen war ihm die wissenschaftliche Anerkennung der Phytopharmaka durch „kritische Bewertung von Qualität, Wirksamkeit und Unbedenklichkeit der gängigsten Arzneipflanzen“. Während seiner 25-jährigen Zeit als Lehrstuhlinhaber betreute er über 60 Promotions- sowie fünf Habilitationsarbeiten.
Seit seiner Emeritierung 2003 liegt der Fokus seiner wissenschaftlichen Tätigkeit auf der Erforschung von Phytopharmaka in der TCM (Traditionelle Chinesische Medizin), ihrer analytischen Untersuchung und Standardisierung. Unter Gerhard Franz’ Leitung (2005–2016) der neu gegründeten TCM Working Party der Europäischen Arzneibuch-Kommission wurden bisher 60 TCM-Monographien erstellt.

## Kommissionen und staatliche Gremien
- Vorsitzender des Ausschusses für Pharmazeutische Biologie der Deutschen Arzneibuch-Kommission, BfArM (1988 bis heute)
- Mitglied der Deutschen Arzneibuch-Kommission des BfArM (1990 bis heute)
- Mitglied des Wissenschaftlichen Beirates des BfArM (1992–2002)
- Mitglied der Kommission E am BfArM (AMG § 25 Abs. 6/7), (1993–2004)
- Mitglied der Kommission „Deutscher Arzneimittel Codex“ DAC (1995 bis heute)
- Chairman der Group of Experts 13B der Europäischen Arzneibuch-Kommission, EDQM, Strasbourg (1996–2005)
- Chairman der TCM Working Party der Europäischen Arzneibuch-Kommission, EDQM, Strasbourg (2005–2016)
- Beobachter bei der EMEA (London) für das Europäische Arzneibuch (Phytochemistry), (2002–2004)
- Mitglied der Hongkong Chinese Materia Medica Standards HKCMMS (2008 bis heute)[6]

## Herausgebertätigkeit
Herausgeber:
- Pharmaceutical and Pharmacological Letters, Wiss. Verlagsges. Stuttgart

Mitherausgeber:
- Planta Medica
- Die Pharmazie
- Scientia Pharmaceutica
- Hagers Handbuch der Pharmazeutischen Praxis
- Review of Aromatic and Medical Plants
- Supervising Editor ESCOP
- Journal of Chinese Pharmaceutical Sciences (2014) Member of the Board
- Journal on Traditional and Kampo Medicine (Japan) Senior Advisor (2013)

## Ehrungen
- 1985 Egon-Stahl-Preis
- 1988 Cancer Medal (Japan Cancer Society)
- 1990 Korrespondierendes Mitglied der „Koninklijke Academie voor Geneeskunde van Belgie“
- 1994 Sebastian-Kneipp-Preis
- 1998 Verdienstkreuz am Bande des Verdienstordens der Bundesrepublik Deutschland
- 1998 Korrespondierendes Mitglied der „Academie Française de Pharmacie“
- 1999 Honory Advisor des Department of Health, Executive Yuan ROC, Taiwan
- 2003 Thoms Medaille, Deutsche pharmazeutische Gesellschaft
- 2006 Honorary Member – International Society of Medicinal Plant Research
- 2008 Mitglied der Hongkong Chinese Materia Medica Standards
- 2011 Visiting Professor University of Harbin (China)
- 2014 Silber-Medaille der ‘Academie Française de Pharmacie'
- 2014 Honorary President: World Federation of Chinese Medicine Societies
- 2014 Honorary Membership: Good Practice in Traditional Chinese Medicine Research Association[7]
- 2015 Annual Award from the World Federation of Chinese Medicine Societies[8]
- 2017 Lesmüller-Medaille der Bundesapothekerkammer[9]
- 2017 Qi-Huang International Award by the China Association of Chinese Medicine[10]
- 2018 Winner of the Fourth Cheung On Tak International Award for Outstanding Contribution to Chinese Medicine[11]

## Künstlerische Tätigkeit
Geprägt durch die Großmutter Charlotte Franz, akademische Künstlerin im Umkreis von Käthe Kollwitz, beschäftigte sich Gerhard Franz bereits zu Jugendzeiten mit der Malerei und besuchte parallel zum Studium der Pharmazie zwischen 1959 und 1962 Abendkurse an der Kunstakademie Karlsruhe. Hauptthema seiner spätimpressionistisch geprägten Malerei und Grafik ist die gegenständliche Darstellung der Natur in Landschaften und Stillleben, bevorzugt in Pleinairmalerei.
Ausstellungen (Auswahl):
- 1962    Junge Künstler sehen Frankreich (Karlsruhe)[12]
- 1990    Interpharm Stuttgart
- 1991    Interpharm Stuttgart[12]
- 1995 uni pro arte (Oberpfälzer Künstlerhaus Schwandorf)[13]
- 1996 uni pro arte (Deutsches Literaturarchiv Sulzbach-Rosenberg)
- 1997 uni pro arte (Universität Regensburg)
- 1998 uni pro arte (Universität Regensburg)
- 2001 Uni pro arte (Reitstadel der Stadt Neumarkt i.d. Obpf.)[14]
- 2004 Uni pro arte (Zehentstadel Hemau)
- 2005 Einzelausstellung Oberpfälzer Landschaften – Landschaften in der Oberpfalz (Oberpfälzer Volkskundemuseum Burglengenfeld)[12]